# Kurt Sopart
Kurt Sopart (* 24. August 1924 in Herne; † 17. Juni 1990) war ein deutscher Fußballspieler. Der Offensivspieler gewann mit seinem Verein Westfalia Herne in der Saison 1958/59 die Meisterschaft in der Fußball-Oberliga West. Von 1954 bis 1962 absolvierte er 146 Ligaspiele und erzielte dabei 21 Tore für die Mannschaft vom Stadion am Schloss Strünkede.

## Laufbahn

### Jugend und 2. Liga West, bis 1954
Aufgewachsen ist Kurt Sopart in Herne zusammen mit sechs Geschwistern, als Sohn eines Bergmanns. Bereits Anfang August 1940 wurde er in der Seniorenmannschaft eingesetzt und sammelte deshalb bereits in jungen Jahren Erfahrung in der Gauliga Westfalen. Am 11. August wirkte der Junior auch im Wettbewerb des Tschammerpokal beim Spiel gegen Eintracht Frankfurt mit. Ein herausragendes sportliches Ereignis war der Erfolg mit der Bannauswahl Herne in der Saison 1940/41. Zuerst setzten sich die Junioren aus Herne in den Gruppenspielen gegen Kurhessen und Thüringen durch und wurden Gebietsgruppensieger. Sie konnten dann im August 1941 an der Endrunde um die Deutsche Jugendmeisterschaft in Breslau teilnehmen. Gegen Ostland und Rheinfranken (mit Max Morlock) setzten sich die Westfalen zum Gruppensieg durch und zogen damit in das Finale ein. Das wurde dann mit einem klaren 5:1-Erfolg gegen Wien gewonnen. Seine in der Gauliga Westfalen gesammelte Wettkampferfahrung zahlte sich für Sopart aus. Der dribbel- und kampfstarke Linksfuß – zumeist als linker Halb- oder Außenstürmer eingesetzt –, war der herausragende Akteur der Meisterelf aus Herne.
Im Jahr 1942 wurde er zur Wehrmacht eingezogen. Er geriet an der Ostfront in sowjetische Kriegsgefangenschaft und wurde nach Sibirien verbracht. Mit dem letzten Kriegsgefangenentransport kam er im April 1950 zurück nach Herne.
Nach acht Jahren Krieg und Gefangenschaft debütierte der Heimkehrer im August 1950 in der 1. Mannschaft von Westfalia in der 2. Liga West. Insgesamt brachte er es 1950/51 – körperlich war er noch durch die Entbehrungen durch Krieg und lange Gefangenschaft geschwächt –, auf elf Ligaeinsätze und erzielte dabei vier Tore. Als die Rundenspiele des Unterbaus der Oberliga West zur Runde 1952/53 erstmals eingleisig ausgetragen wurden und die Westfalia den achten Rang belegte, gehörte er aber bereits dem Kreis der Führungsspieler an. Im Spieljahr 1953/54 absolvierte Sopart alle 30 Ligaspiele und erzielte drei Tore. Wichtiger waren aber seine Flanken und Pässe auf Torjäger Günter Grandt, der mit 28 Treffern einen bedeutenden Anteil am zweiten Platz in der 2. Liga West hatte, mit dem Westfalia Herne den Aufstieg in die Oberliga West erreichte. Von 1950 bis 1954 hatte der unermüdliche Antreiber 68 Spiele in der 2. Liga West absolviert und dabei zehn Tore erzielt.

### Oberliga West, 1954 bis 1962
Das erste Jahr im Oberhaus des westdeutschen Fußballs, 1954/55, stand komplett im Zeichen des Herner Kampfes gegen den Abstieg. Mit 27:33 Punkten erreichten die Blau-Weißen den rettenden 13. Rang. Mit zwei Punkten Rückstand stieg der Meidericher SV in die 2. Liga West ab. Das Debüt in der Oberliga fand am 22. September 1954 in Münster gegen die einheimischen Preußen statt. Hernes Start missglückte, es gab eine 1:7-Auswärtsniederlage. Der 30-jährige Sopart agierte dabei auf Halblinks. Das entscheidende Spiel um den Klassenerhalt fand am 30. Spieltag, den 1. Mai 1955, beim Duisburger SpV statt. Durch ein in der 89. Minute erzieltes Tor gewann Herne das Spiel mit 3:2 und durch die gleichzeitige 0:2-Niederlage des Meidericher SV beim Lokalrivalen SV Sodingen, ereilte die „Zebras“ aus Duisburg neben Bochum der Abstieg in die 2. Liga. Durch den sogenannten „Fall Gerd Rappenberg“ war die Abstiegssituation erst offiziell im September 1955 endgültig geklärt. Das DFB-Bundesgericht entschied die Spielberechtigung zugunsten Herne und damit war der Herner Klassenerhalt gesichert und der Abstieg von Meiderich endgültig.
In 27 Einsätzen hatte der unermüdliche Antreiber – durch seine Lauffreude und nie nachlassende Kampfkraft, aber auch durch seine genau so parate Präsenz der verbalen Kommandos – sechs Tore erzielt und zählte neben Alfred Pyka, Ehrenfried Wydra, Werner Hesse, Günter Grandt, Alfred Ilmer und Willi Overdieck zu den unverzichtbaren Leistungsträgern der Westfalia. Herausragend waren auch die zwei Lokalderbys gegen den Lokalrivalen und Herner Stadtteilverein, den SV Sodingen.
Zur zweiten Oberligarunde, 1955/56, kamen mit Fritz Langner und Hans Tilkowski zwei neue Leute zur Westfalia, die wesentlich die Entwicklung der nächsten Jahre beeinflussen sollten. Langner als ehrgeiziger und passender Trainer und Tilkowski als herausragender Torhüter und Garant einer vorzüglichen Defensive. An der Seite von Routinier Sopart entwickelten sich auch Alfred Pyka und Helmut Benthaus zu Leistungsträgern und als dann auch noch mit dem jungen Eigengewächs Gerhard Clement ein Torjäger vorhanden war, spielte Herne 1958/59 um die Meisterschaft in der Oberliga West. Mit 45:15 Punkten und einem Torverhältnis von 60:23 Zählern gelang der völlig überraschende Meisterschaftsgewinn in der Oberliga West. Der 1. FC Köln und Fortuna Düsseldorf folgten mit sechs Punkten Abstand auf den Plätzen. Der 34-jährige Kurt Sopart gehörte mit 24 Ligaeinsätzen und vier Toren zum Stammpersonal der Langner-Truppe. Er war immer noch ein unermüdlicher Antreiber aus dem Mittelfeld, ein gefährlicher Dribbler und gefürchteter Flankengeber am linken Flügel. Torschützenkönig Clement (28 Tore) profitierte vermehrt von den Flankenkünsten des Oldtimers. In der Hinrunde gab es eine 2:3-Auswärtsniederlage in Düsseldorf und einen 1:0-Erfolg in Köln. In der Rückrunde revanchierte man sich mit einem 3:1-Heimerfolg an Düsseldorf und teilte sich durch ein 1:1 gegen Köln die Punkte. In der Endrunde um die deutsche Meisterschaft absolvierte Sopart gegen Tasmania 1900 Berlin, Kickers Offenbach und den Hamburger SV vier Spiele. Zur Vizemeisterschaft 1959/60 in der Oberliga West steuerte er in 19 Ligaeinsätzen drei Tore bei. Es folgte das Qualifikationsspiel am 7. Mai 1960 in Hannover gegen Offenbach (1:0) und das erste Gruppenspiel in der Endrunde am 14. Mai in Baden gegen den Süddeutschen Meister Karlsruher SC. In der 39. Minute hatte Sopart noch den zwischenzeitlichen Ausgleich zum 2:2 erzielt, ehe er mit einer roten Karte des Feldes verwiesen und für den Rest der Endrunde gesperrt wurde.
In seiner siebten Oberligarunde, 1960/61, waren für den Fußballer aus Leidenschaft infolge Verletzungen nur noch 13 Ligaeinsätze mit vier Toren möglich und der junge Jürgen Koch übernahm seine Rolle am linken Flügel. Am 15. Mai 1961 machte er sein offizielles Abschiedsspiel. Sein tatsächlich letztes Pflichtspiel für die Westfalia bestritt er mit 37 Jahren beim Nachholspiel am 14. Februar 1962 bei der 0:2-Auswärtsniederlage bei Fortuna Düsseldorf. Jetzt waren mit Jürgen Bandura und Rudolf Pöggeler weitere Nachwuchsspieler in die Ligamannschaft nachgerückt.